# Firenzuola
Firenzuola és un comune (municipi) de la ciutat metropolitana de Florència, a la regió italiana de la Toscana, situat uns 40 km al nord-est de Florència.
Limita amb els següents municipis: Barberino di Mugello, Borgo San Lorenzo, Castel del Rio, Castiglione dei Pepoli, Monghidoro, Monterenzio, Palazzuolo sul Senio, San Benedetto Val di Sambro i Scarperia.
El jurista medieval Giovanni d'Andrea va néixer a la frazione de Rifredo cap el 1270.

## Història
Firenzuola és una de les comunitats més grans de l'anomenada "Romanya toscana". El seu territori inclou la vall del riu Santerno, més enllà dels Apenins.
El poble va atreure l'atenció de poders locals, com la República de Florència, per la seva estratègica ubicació a la carretera que connectava Florència amb Bolonya, en un territori fins llavors en mans de la familia Ubaldini, hostil a la república florentina. Giovanni Villani va donar a Firenzuola el seu nom, que significa "petita Florència" i proposa com a símbol mitja flor de lis (símbol de la Comuna de Florencia) i mitja creu (símbol de la gent). El seu pla de ciutat, dissenyat pels enginyers de la República cap a l'any 1350, sembla similar a les "noves terres" de finals del segle xiii i principis del segle xiv a la zona alta de la vall del riu Arno, amb murs i una fortalesa dotada d'una torre (1371). Una altra característica d'aquest petit poble "medieval ideal" és la presència de pòrtics a les parts principals del nucli urbà.
Durant la Segona Guerra Mundial, les muntanyes de la zona eren part de la Línia Gòtica, la línia defensiva establerta per les tropes alemanyes per afrontar l'avanç dels Exèrcits aliats. El 17 de setembre de 1944, després d'enfrontaments llargs i sagnants, els aliats van trencar la Línia gòtica, amb la conquesta de la muntanya Altuzzo, al costat del pas de Giogo. Firenzuola ja havia estat completament destruït pels bombardejos dels Aliats el 12 de setembre de 1944. En memòria dels soldats morts i advertint per a les generacions futures hi ha dos cementiris: el "Cementiri Germànic" (al pas Futa), planificat per l'arquitecte Oesterlen, que custodia més de 31.000 soldats de la Wehrmacht i el "Cementiri de Guerra de la Vall de Santerno", prop del poble anomenat Coniale, que conté uns 300 cadàvers d'aliats de diversos orígens.
La reconstrucció de Firenzuola va començar immediatament acabada la guerra. El 98% de la zona habitada havia estat destruïda, de manera que la Prefectura de Florència va declarar Firenzuola la ciutat més danyada de la província. Amb la reconstrucció, l'estil modern va guanyar la possibilitat de reconstruir edificis amb la recuperació de materials entre les ruïnes; no obstant això, es van respectar els alineaments de la carretera i els pòrtics originals. També l'església principal de la ciutat, la "Propositura di St. Giovanni Battista", completament destruïda en el bombardeig, va ser reconstruïda en estil modern, tant en les línies com en els materials, pel projecte de dos protagonistes de l'estil arquitectònic de postguerra, Carlo Scarpa i Edoardo Detti, i va ser inaugurada el 1966.

## Llocs d'interès
- Església romànica de Sant Joan Baptista (segles X-XII). A la paret exterior dreta hi ha una decoració triangular, una intarsia de marbre amb forma de tauler de serpentina verda de Prato i marbre blanc.
- Fortalesa medieval, iniciada el 1371 per la República de Florència i acabada el 1410. Actualment alberga l'ajuntament, mentre que la planta baixa és la seu del Museu de Pietra Serena (pedra típica de la regió).
- Església d'Annunziata.
- Abadia de San Pietro a Moscheta, fundada el 1034 per Giovanni Gualberto. Alberga el Museu del Paisatge històric dels Apenins, la muntanya regional.
- Església parroquial de Sant Joan Baptista a Camaggiore (s. XIII).
- Museu Històric-Etnogràfic.
- Restes de la Via Flamínia a prop del pas de Futa.